# Bovary (cràter)
Bovary és un cràter de l'asteroide del tipus Amor (433) Eros, situat amb el sistema de coordenades planetocèntriques a -61 ° de latitud nord i 27.3 ° de longitud est. Fa un diàmetre de 0.8 km. El nom va ser fet oficial per la UAI l'any 2003 i fa referència a Bovary, protagonista de la novel·la Madame Bovary, de Gustave Flaubert (França, segle XIX).